# 百樂匯街
百樂匯街是加拿大安大略省多倫多的一條街道，在1884年之前被稱為妙道（Mill Road）或當妙斯道（Don Mills Road，皇后街以南至槐樹橋灣［Ashbridge's Bay］是西城街［Scadding Street］），由Timothy Skinner（Todmorden的數家工廠的擁有人）於1798年建造。這個名字是指由山頂俯瞰河谷公園（Riverdale Park）的廣闊視野。當皇后街南部的路段併入百樂匯街時，向西的街道由士美街（Smith Street）更名為西城街（Scadding Street）。城市範圍的北端是一個收費站，毗鄰當時的溫車士打街（Winchester Street）北段。這條路於1913年及1922年透過吸收部分當妙斯道向北至奧干拿徑（O'Connor Drive）進行了擴建。到1912 年，當Lever Brothers的肥皂廠擴建時，東邊路（Eastern Avenue）以南的百樂匯街路段被取消。在多倫多東區華埠，這條街夾芝蘭東街（Gerrard Street East）處有兩塊帶有中文的路牌，上書「百樂匯街」。

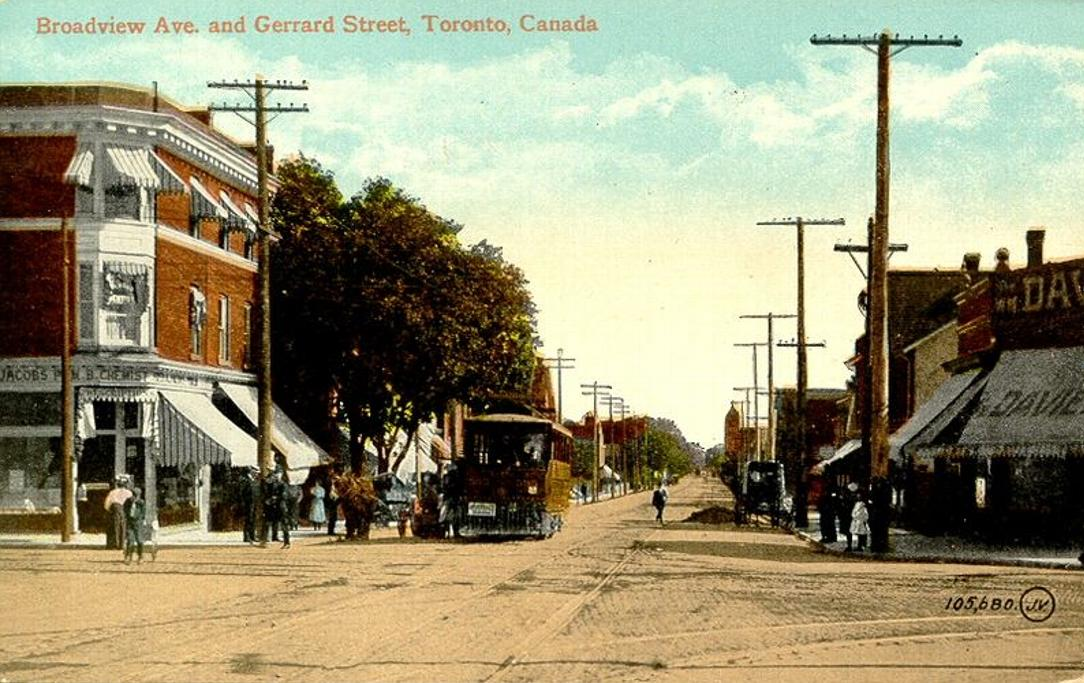
百樂匯街夾芝蘭街 （Gerrard Street），1910年
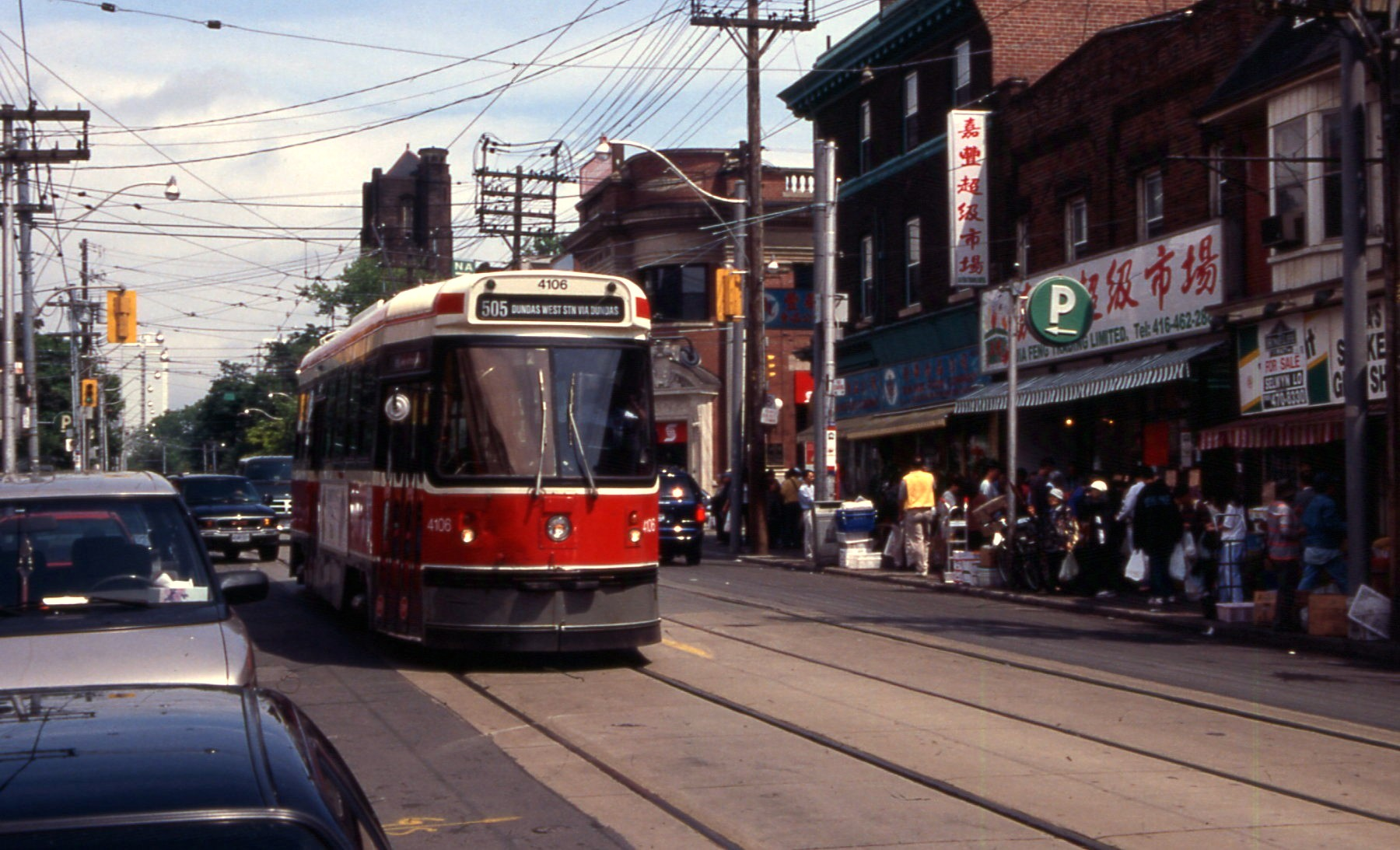
由百樂匯街北望芝蘭街，2002年
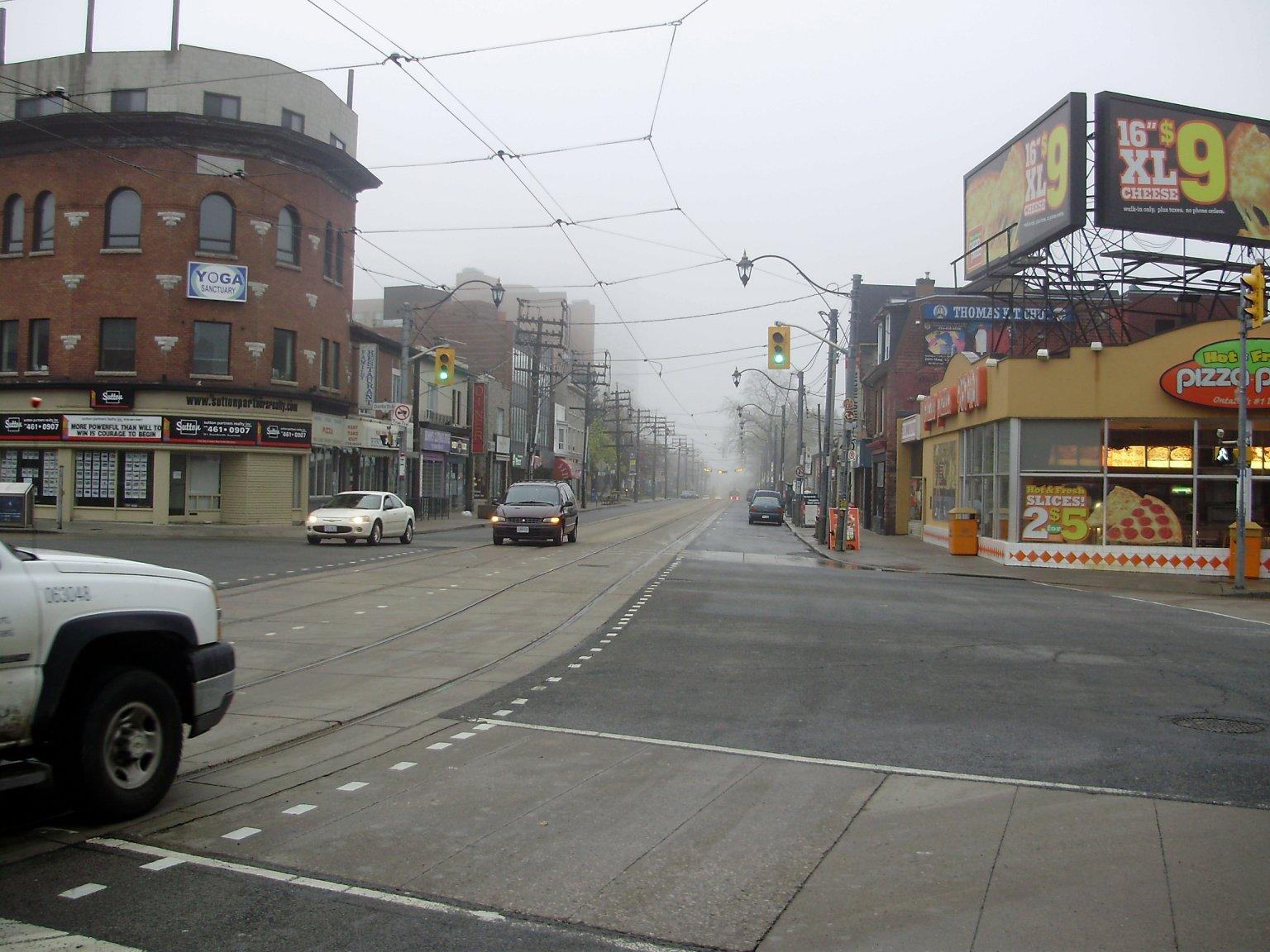
由丹佛路（Danforth Avenue）南望百樂匯街